# Aveluy Communal Cemetery Extension
Le Aveluy Communal Cemetery Extension est un cimetière militaire de la Première Guerre mondiale, situé sur le territoire de la commune d'Aveluy, dans le département de la Somme, au nord-est d'Amiens.

## Localisation
Ce cimetière, situé au nord du village, jouxte le cimetière communal dans la rue éponyme.

## Histoire

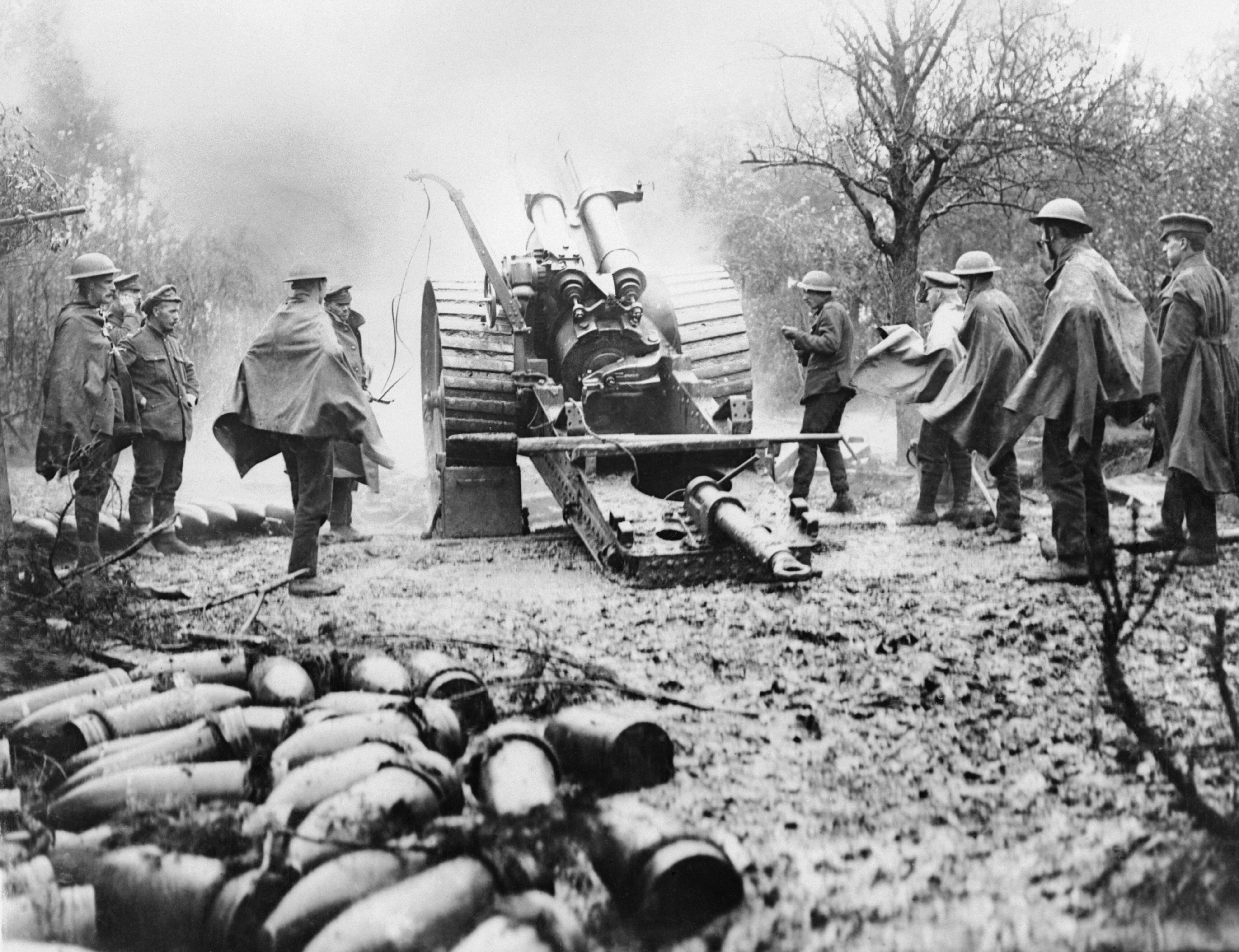
Soldats britanniques tirant au canon à Aveluy en septembre 1916. (IWM Q 1282)

Le village d'Aveluy a été tenu par les forces du Commonwealth de juillet 1915 au 26 mars 1918. L'extension du cimetière communal, commencée par les Français qui détenaient auparavant cette partie de la ligne, a été poursuivie par les unités et ambulances de campagne britanniques d'août 1915 à mars 1917. Les 26 et 27 mars 1918, le village et le cimetière ont été perdus lors de l'avance allemande, mais ont été repris à la fin août.

La plupart des victimes inhumées dans ce cimetière sont des soldats blessés, morts dans les hôpitaux de campagne à proximité. C'est la raison pour laquelle il y a peu de soldats inconnus contrairement aux autres cimetières sur la ligne de front.

L'extension du cimetière communal d'Aveluy contient 613 sépultures et commémorations de la Première Guerre mondiale dont 26 sont non identifiées.

## Caractéristiques
Ce cimetière a un plan rectangulaire de 50 m sur 40.
Il est entouré d'un mur de briques sur 2 côtés et d'une haie d'arbustes.
Ce cimetière a été conçue par Sir Reginald Blomfield.

### Galerie

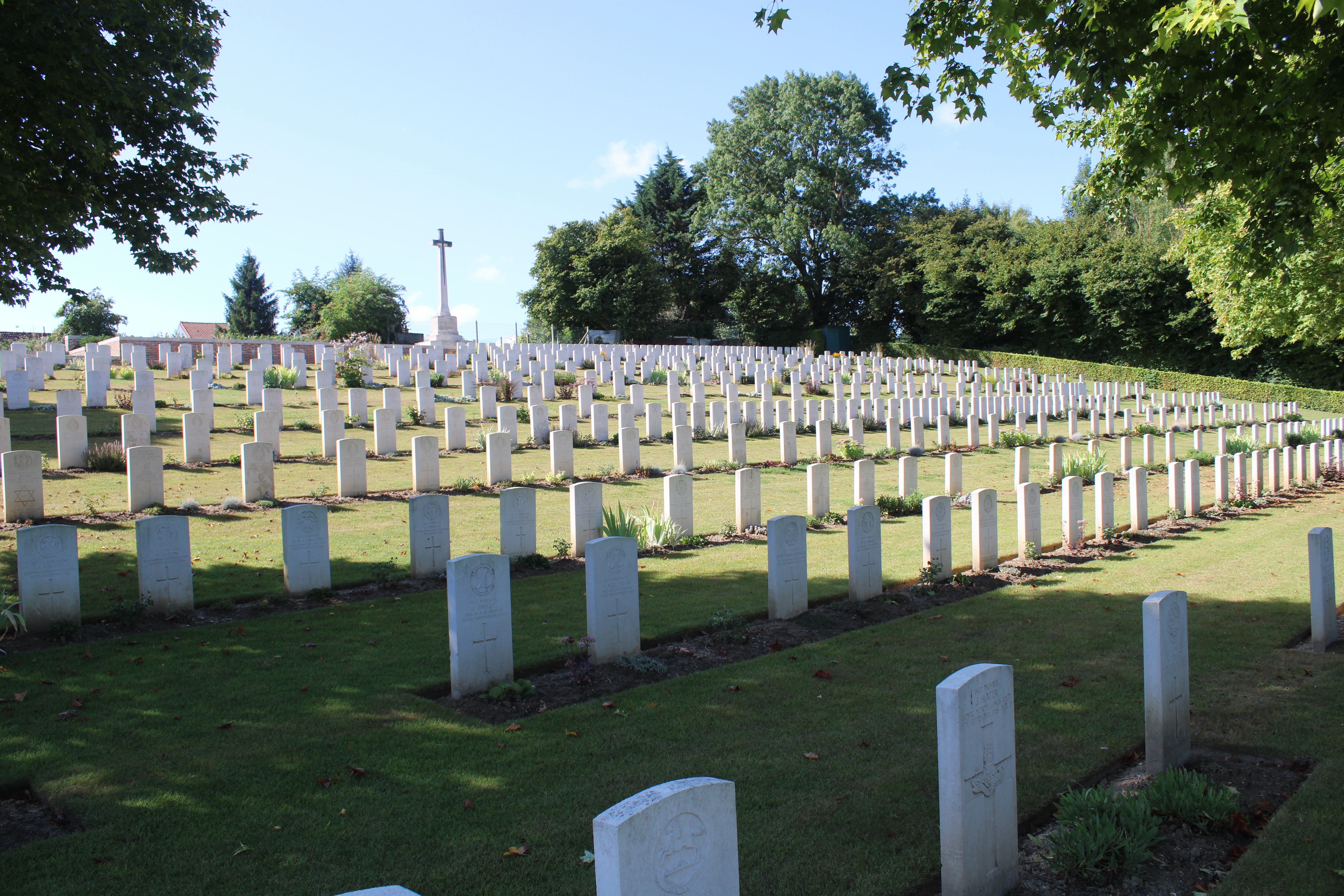
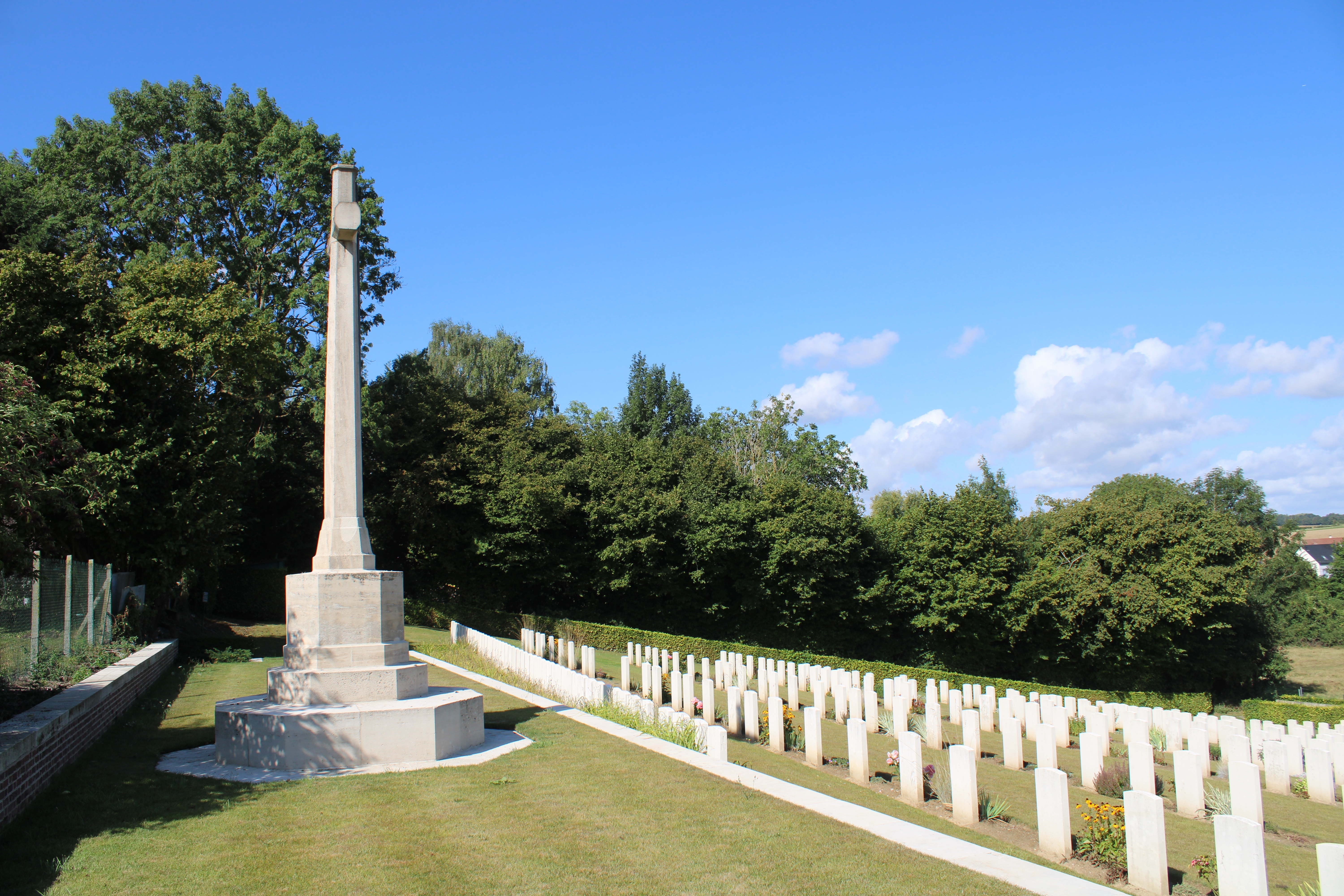
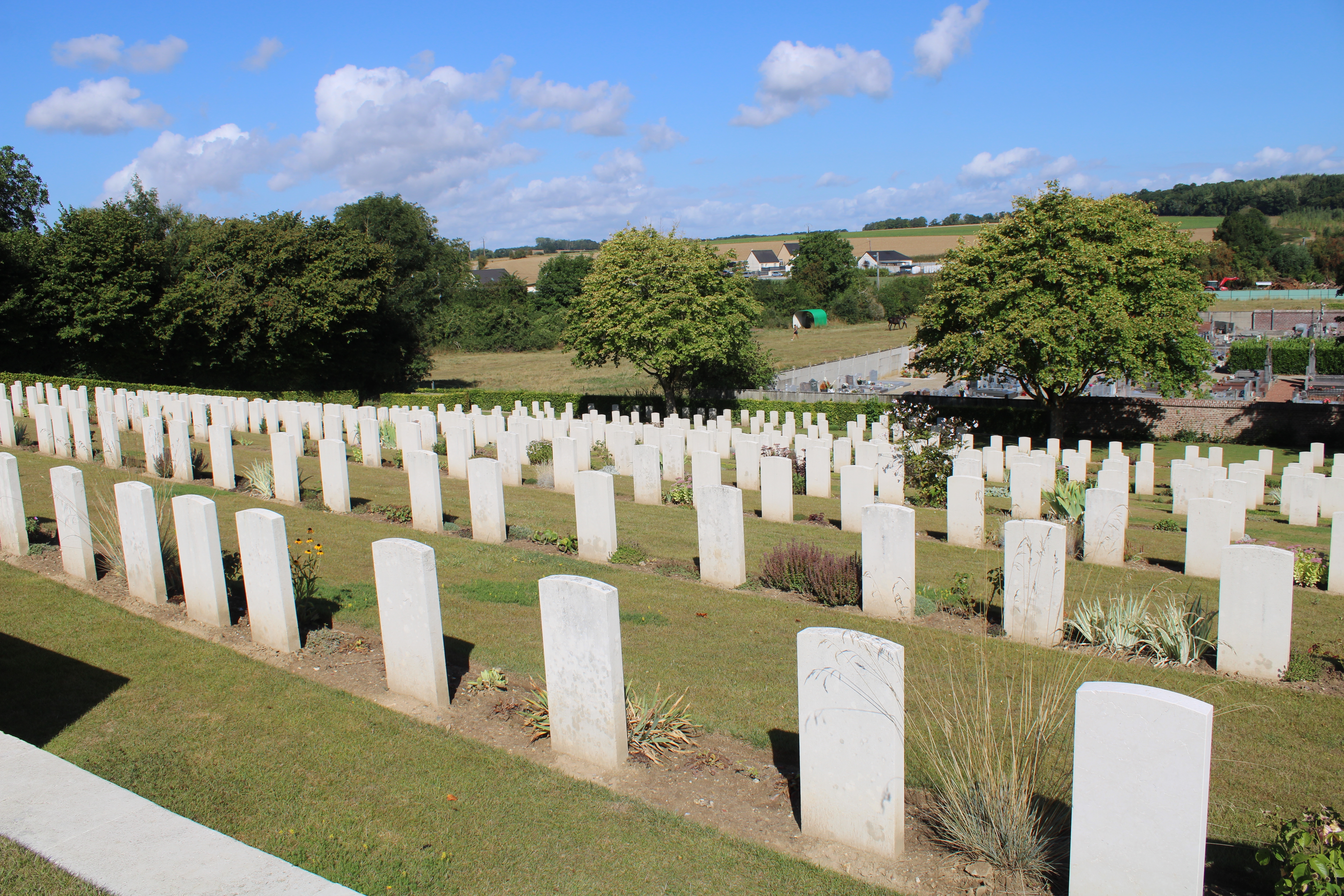
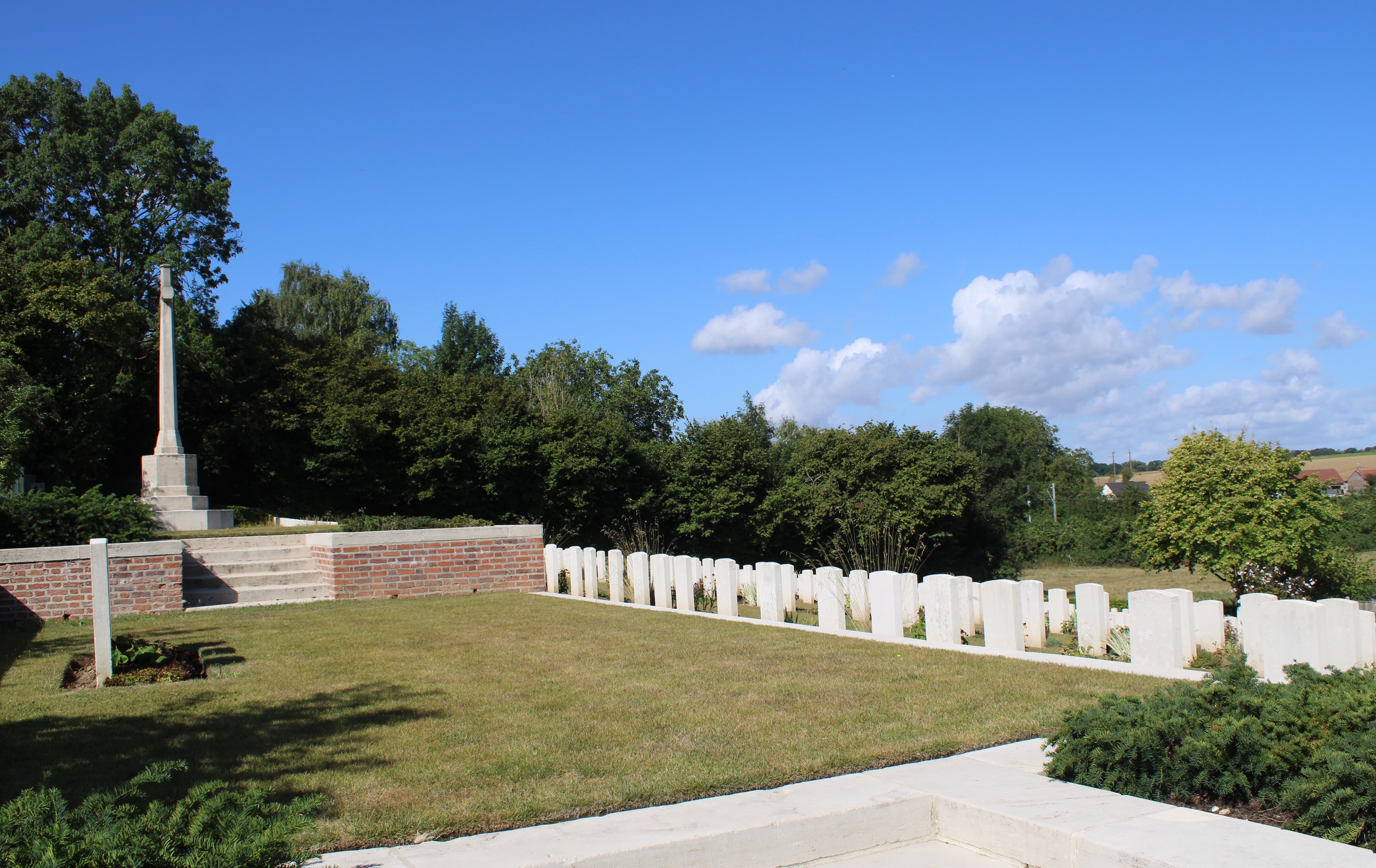
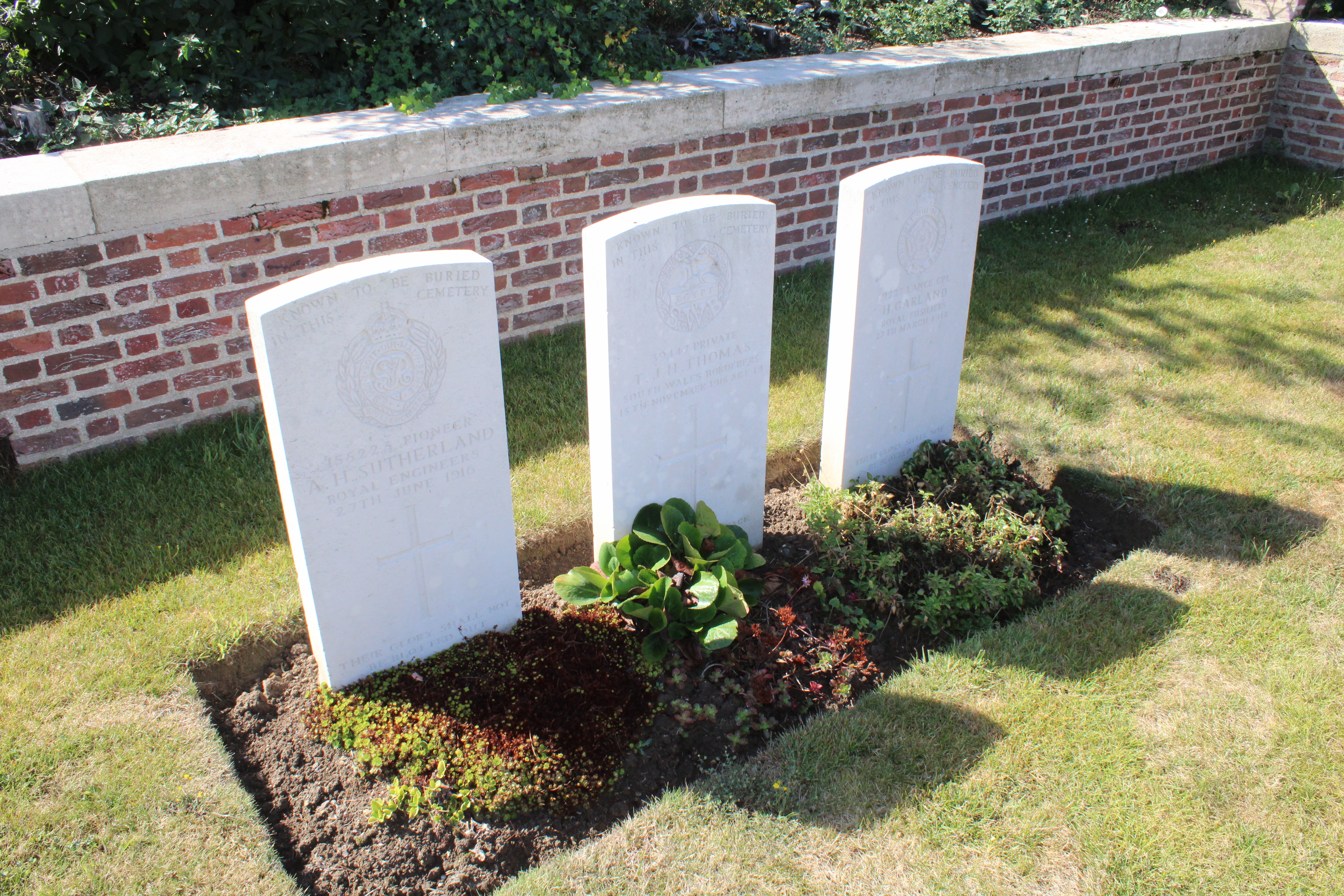
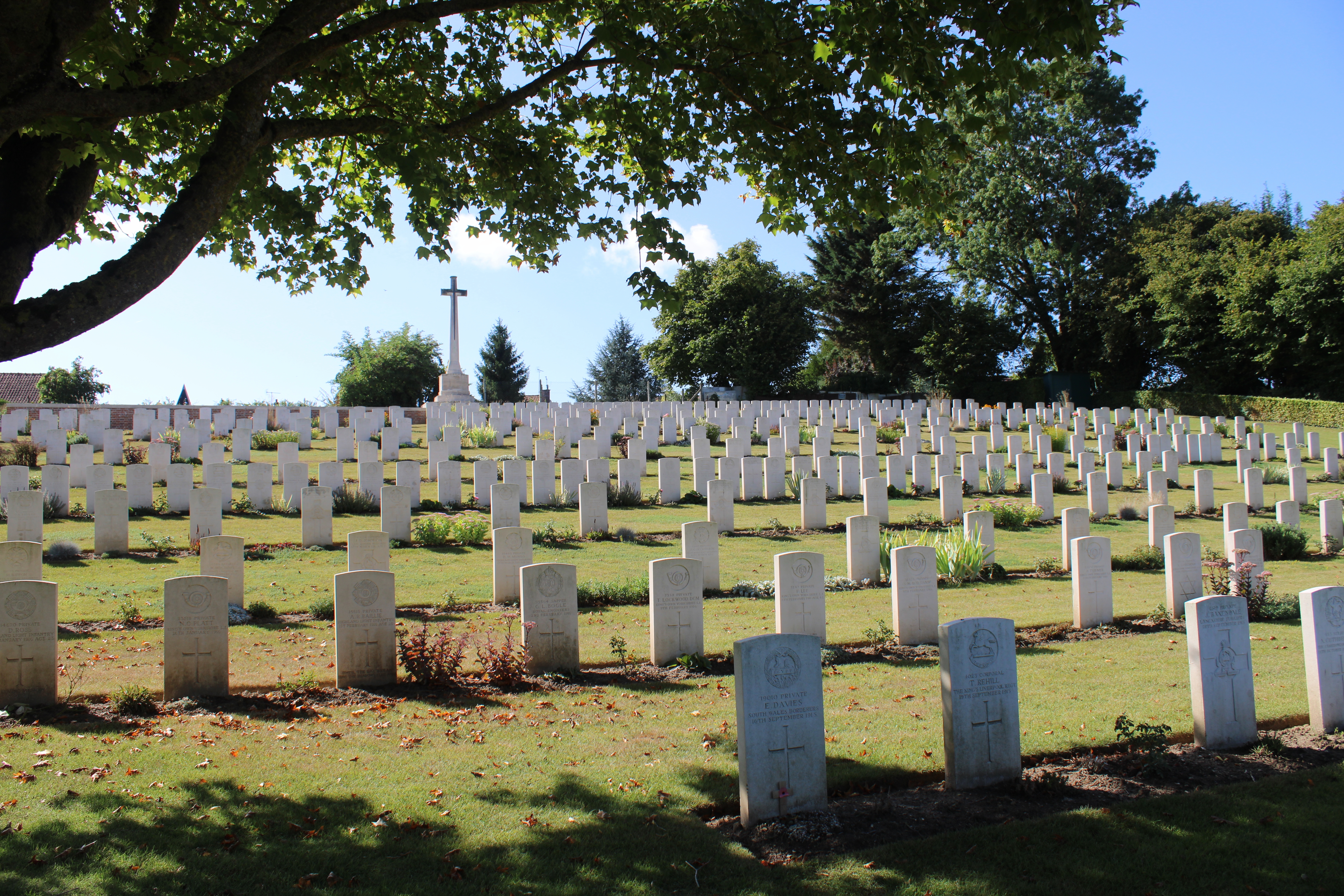

## Sépultures
| Pays               | Sépultures |
| ------------------ | ---------- |
| Royaume-Uni        | 549        |
| Australie          | 54         |
| Canada             | 7          |
| Afrique du Sud     | 1          |
| Indes britanniques | 2          |
| Total              | 613        |